# Exoprosopa robertii
Exoprosopa robertii är en tvåvingeart som beskrevs av Macquart 1840. Exoprosopa robertii ingår i släktet Exoprosopa och familjen svävflugor. Inga underarter finns listade i Catalogue of Life.